# Pomost

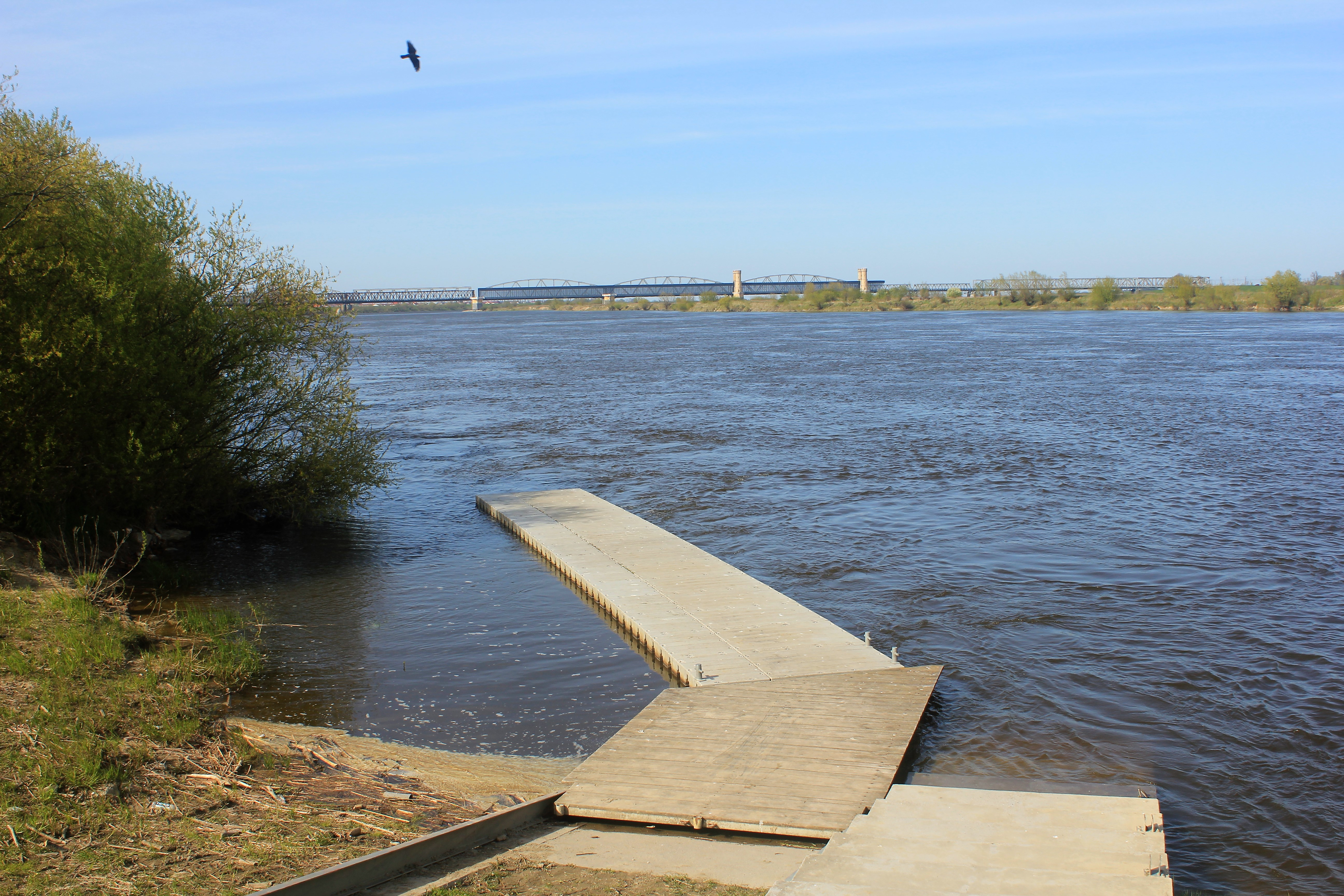
Pomost na Wiśle w Tczewie

Pomost – rodzaj obiektu budowlanego związanego z transportem wodnym w formie platformy opartej na podporach, wychodzącej z brzegu lub skarpy brzegowej na obszar akwenu (np. morza, jeziora albo rzeki), niebędącego obudową brzegu i nieprzenoszącego naporu gruntu terenu przylegającego do tego obiektu.
Odmianą pomostu jest pomost pływający, którego konstrukcja jest wykonana w taki sposób, iż może się on unosić samodzielnie na powierzchni akwenu. Na potrzeby eksploatacji jest on najczęściej na trwale zakotwiczony w danym miejscu za pomocą tzw. kotwicy martwej.